# Pölen
Pölen är en sjö i Gävle kommun i Gästrikland och ingår i Hamrångeån-Testeboåns kustområde. Sjön har en area på 0,0506 kvadratkilometer och ligger 1,9 meter över havet.

## Delavrinningsområde
Pölen ingår i det delavrinningsområde (675064-157746) som SMHI kallar för Mynnar i havet. Medelhöjden är 9 meter över havet och ytan är 6,95 kvadratkilometer. Det finns inga avrinningsområden uppströms utan avrinningsområdet är högsta punkten. Avrinningsområdets utflöde mynnar i havet. Avrinningsområdet består mestadels av skog (95 procent). Avrinningsområdet har 0,12 kvadratkilometer vattenytor vilket ger det en sjöprocent på 1,7 procent.